# 巴黎猶太藝術與歷史博物館

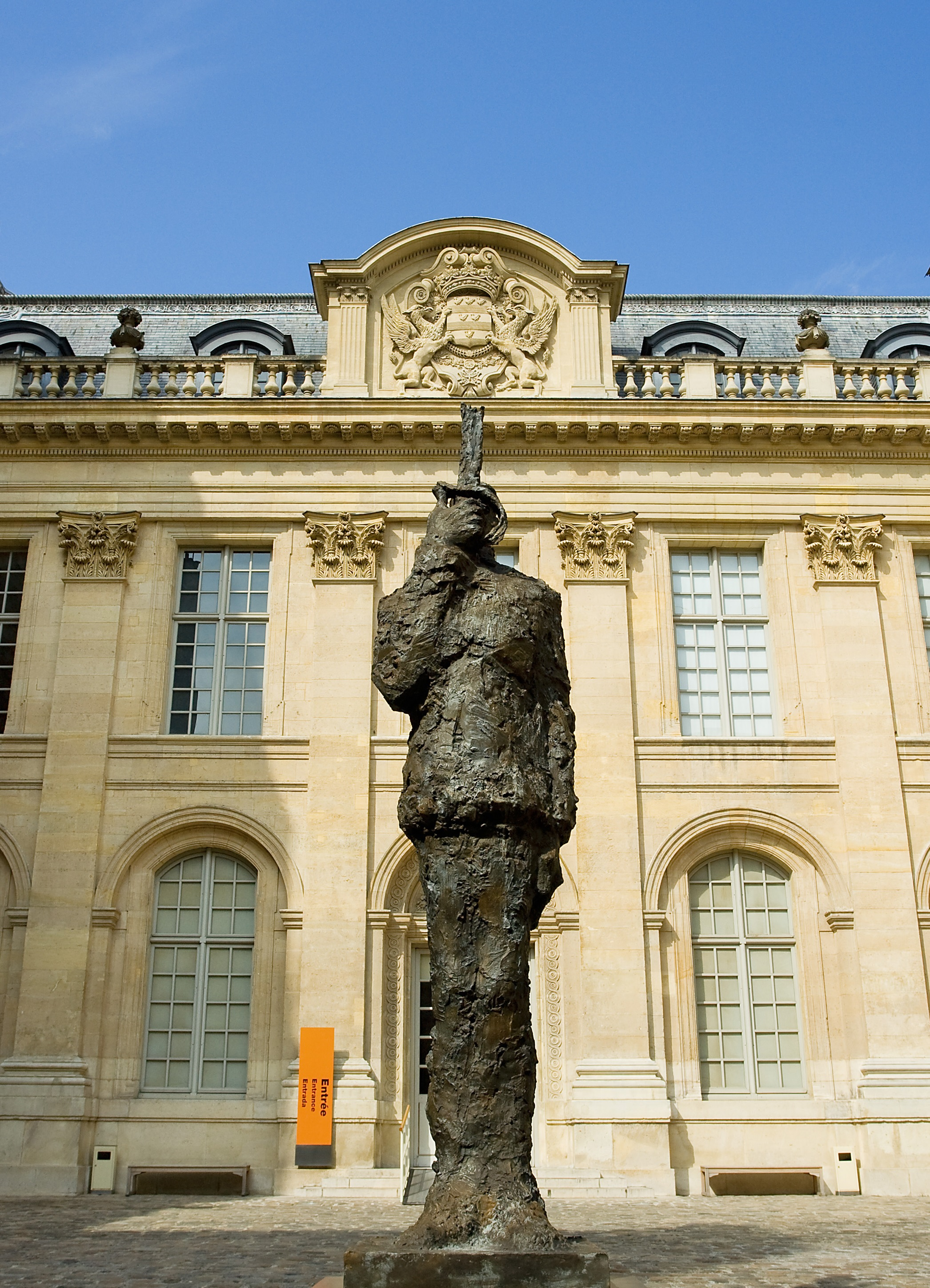
巴黎犹太艺术与历史博物馆，门前是阿尔弗雷德·德雷福斯雕像

猶太藝術與歷史博物館（法語：Musée d'Art et d'Histoire du Judaïsme，發音：[myze daʁ e distwaʁ dy ʒydaism]，缩写为mahJ）是位於法國首都巴黎的一家以猶太藝術及歷史為展覽主題的博物館。博物館的歷史可是追溯至1986年，在1998年正式開館。博物館展示了法國、歐洲和北非猶太人的歷史。博物馆位于巴黎第三区玛莱区的圣殿街71号圣艾尼昂府（Hôtel de Saint-Aignan）。

## 外部連結
- Official website （页面存档备份，存于）